# 宁滨
宁滨（1959年5月1日—2019年6月14日），男，山西稷山人，中国控制系统工程专家，北京交通大学原校长，中国工程院院士。其专业领域为交通信息工程及控制，曾任中国交通系统工程学会副理事长，北京铁道学会副理事长、中国城市轨道交通协会副会长，为中国轨道交通列车运行控制系统做出系统性贡献。

## 生平
1982年毕业于北方交通大学电信系铁道信号专业，获工学学士学位，并留校任教，历任通控系讲师、副教授、教授。于1987年、2005年分别获工学硕士、博士学位。1997年起担任北方交通大学副校长、党委常委，2004年升任常务副校长，2008年3月升任校长，其在任内创办了北京交通大学威海校区，被认为是北京交通大学威海校区的创办人。2017年5月升任党委副书记，2019年5月起不再担任北京交通大学校长、党委副书记。2017年11月，当选为中国工程院信息与电子工程学部院士。
2019年6月14日上午9时，在赴于北京召开的世界交通大会途中遭遇交通事故，经抢救无效后逝世，享年60岁。

## 奖项和荣誉
曾获国家科技进步奖二等奖3项、特等奖1项，国家教学成果一等奖2项；铁路行业个人最高奖詹天佑大奖，何梁何利科学与技术进步奖。